# Distrito Federal Central

Localização do Distrito Federal Central na Federação Russa

O Distrito Federal Central é um distrito da Federação Russa. Com uma população de mais de quarenta milhões de pessoas (em 2021), é uma das regiões mais desenvolvidas economicamente da Rússia.